# Сфинкс (фильм)
«Сфинкс» — фильм-драма режиссёра  Андрея Добровольского. Автор сценария — Юрий Арабов. СССР, 1990 год.

## Сюжет
Действие фильма происходит в небольшом заброшенном монастыре, стоящем на высоком, крутом берегу Волги.
Герой фильма, архитектор, узнав, что пустующему монастырю грозит основательная реконструкция, решает в одиночку захватить его и подготовить проектную документацию для реставрации этого памятника истории и культуры.
Но монастырь оказывается далеко не пустующим. Кроме него в доме живёт ещё и странная старуха. Ночами в церкви монастыря собираются и ведут дискуссии об исторических и духовных путях России члены общества «Неформальное слово».
При составлении подробного плана монастыря герою удаётся обнаружить скрытые пустоты, подобные пустотам пирамиды Хеопса, и келью ещё одного таинственного обитателя монастыря — Николая Васильевича Гоголя. Архитектор становится свидетелем повторного сжигания второго тома «Мёртвых душ».

## В ролях
- Алексей Петренко — архитектор
- Татьяна Панкова — Луиза Брониславовна
- Вера Майорова — Людмила Борисовна
- Валентин Мишаткин — эпизод
- Владимир Шульга — эпизод
- Леонид Тимцуник — эпизод

## Съёмочная группа
- Режиссёр — Андрей Добровольский
- Автор сценария — Юрий Арабов
- Композитор — Альфред Шнитке
- Оператор — Юрий Райский
- Художник — Алексей Листопад, Владимир Фабриков
- Звукорежиссёр — Рауф Атамалибеков, Рэм Собинов
- Монтажёр — Валерия Белова

## Критика
Критик Лев Аннинский:
«Мне хватает того, что герой случайно выдёргивает зажжённую лампу из гнезда, а она ПРОДОЛЖАЕТ ГОРЕТЬ. Или что письмо, опущенное в почтовый ящик в пустынном монастыре, КЕМ-ТО ВЫНУТО. Или, что из уборной доносится голос: „занято!“, а там НИКОГО НЕТ. Строго говоря, мне достаточно уже того, КАК в кремовом колорите снял это кладбище Юрий Райский, прекрасный ученик Рерберга: светлая одухотворённость смерти и горькое безумие жизни действуют на меня по логике киноискусства, и мне не надо рассказывать ещё о каких-то убитых младенцах. Или выслушивать вполне злободневные „парламентские речи“ на собрании сумасшедших, сошедшихся в развалинах. Или наблюдать как герой, долго и тяжело лезущий внутри какой-то красной трубы, выходит прямо на крышу… четвёртого блока ЧАЭС… за мгновение до взрыва?.. Или это „индустриальный пейзаж вообще“, символизирующий дьявольщину? По-моему Андрей Добровольский тут меня немного пугает. Отвечу ему, перефразируя Толстого: чем больше пугаешь, тем меньше страшно. Страшны ФАКТУРА, НАТУРА нашей жизни, её РЕАЛЬНОСТЬ, а не кинонаходки, из неё извлечённые, и не разговоры про неё ведущиеся. Один разговор, впрочем, хорош. На кого собрались в поход „три богатыря“? На защиту Земли Русской, на злого ворога. Но ГДЕ земля и ГДЕ ворог? Вот если бы спиной к нам стояли, а так получается, что это мы, зрители,— злые вороги. Поворот, достойный шукшинского вопроса о том, кто едет в „птице-тройке“…»
«Не то конец света, когда усатая старуха, ряженая барыня, бредит по-французски посреди заросшего полынью пустыря. А сам этот пустырь — сама пустота прекрасной земли, брошенной народом.»

## Дополнительные факты
Фильм снимался в 1989 году в Свияжской Макарьевской пустыни, в заброшенном монастыре, живописно расположенном на высоком правом берегу Волги, посередине склона на природной террасе. В 1996 году этот монастырь был возрождён.
Сцены в сумасшедшем доме снимались в Свияжском Успенском монастыре, где в 1989 году располагалась психиатрическая лечебница. В 1994 году больница была выведена, в 1997 монастырь был возрождён.
В фильме звучат стихи Дмитрия Пригова.
В 1990 году фильм «Сфинкс» получил Главный приз на Первом Всесоюзном кинофестивале изобразительного мастерства кино в Свердловске.